# Alan Belcher
Pour les articles homonymes, voir Belcher.
John Alan Belcher, né le 24 avril 1984 à Jonesboro dans  l'Arkansas, est un pratiquant professionnel de combat libre américain. Il combat actuellement à l'Ultimate Fighting Championship dans la division poids moyens. Il est aussi ceinture noire de jiu-jitsu brésilien, de taekwondo et de Duke Roufus kickboxing et également ceinture marron de Hayastan Grappling et de judo.

## Palmarès MMA
| 26 combats     | 18 victoires | 8 défaites |
| Par KO         | 9            | 2          |
| Par soumission | 7            | 1          |
| Sur décision   | 2            | 5          |

| Resultat | Record | Adversaire        | Method                                 | Event                                    | Date              | Round | Time | Lieux                                   | Notes                                                                |
| -------- | ------ | ----------------- | -------------------------------------- | ---------------------------------------- | ----------------- | ----- | ---- | --------------------------------------- | -------------------------------------------------------------------- |
| Défaite  | 18-8   | Michael Bisping   | Décision technique (Unanime)           | UFC 159: Jones vs. Sonnen                | 27 avril 2013     | 3     | 4:29 | Newark, New Jersey, États-Unis          | Combat arrêté prématurément du fait d'un doigt dans l’œil de Belcher |
| Défaite  | 18-7   | Yushin Okami      | Décision (Unanime)                     | UFC 155: Dos Santos vs. Velasquez II     | 29 décembre 2012  | 3     | 5:00 | Las Vegas, Nevada, États-Unis           |                                                                      |
| Victoire | 18–6   | Rousimar Palhares | TKO (Coups de poing et coups de coude) | UFC on Fox: Diaz vs. Miller              | 5 mai 2012        | 1     | 4:18 | East Rutherford, New Jersey, États-Unis |                                                                      |
| Victoire | 17–6   | Jason MacDonald   | Soumission (Coups de poing)            | UFC Fight Night: Shields vs. Ellenberger | 17 septembre 2011 | 1     | 3:48 | Nouvelle-Orléans, Louisiane, États-Unis |                                                                      |
| Victoire | 16–6   | Patrick Côté      | Soumission (Rear-naked choke)          | UFC 113                                  | 8 mai 2010        | 2     | 3:25 | Montréal, Québec, Canada                | Submission of the Night.                                             |
| Victoire | 15–6   | Wilson Gouveia    | TKO (Punches)                          | UFC 107                                  | 12 décembre 2009  | 1     | 3:03 | Memphis, Tennessee, États-Unis          | Catchweight à 195 livres Fight of the Night                          |
| Défaite  | 14–6   | Yoshihiro Akiyama | Décision (Partagée)                    | UFC 100                                  | 11 juillet 2009   | 3     | 5:00 | Las Vegas, Nevada, États-Unis           | Fight of the Night                                                   |
| Victoire | 14–5   | Denis Kang        | Soumission (Guillotine choke)          | UFC 93                                   | 17 janvier 2009   | 2     | 4:36 | Dublin, Irlande                         | Submission of the Night                                              |
| Victoire | 13–5   | Ed Herman         | Décision (Partagée)                    | UFC Fight Night: Diaz vs Neer            | 17 septembre 2008 | 3     | 5:00 | Omaha, Nebraska, États-Unis             |                                                                      |
| Défaite  | 12–5   | Jason Day         | TKO (Coups de poing)                   | UFC 83                                   | 19 avril 2008     | 1     | 3:58 | Montréal, Québec, Canada                |                                                                      |
| Victoire | 12–4   | Kalib Starnes     | TKO (Arrêt du médecin)                 | UFC 77                                   | 20 octobre 2007   | 2     | 1:39 | Cincinnati, Ohio, États-Unis            |                                                                      |
| Victoire | 11–4   | Sean Salmon       | Soumission (Guillotine choke)          | UFC 71                                   | 26 mai 2007       | 1     | 0:53 | Las Vegas, Nevada, États-Unis           | Combat en Light-Heavyweight                                          |
| Défaite  | 10–4   | Kendall Grove     | Soumission (D'Arce choke)              | UFC 69                                   | 7 avril 2007      | 2     | 4:42 | Houston, Texas, États-Unis              |                                                                      |
| Victoire | 10–3   | Jorge Santiago    | KO (Coup de pied à la tête)            | UFC Fight Night: Sanchez vs Riggs        | 13 décembre 2006  | 3     | 2:45 | San Diego, Californie, États-Unis       |                                                                      |
| Défaite  | 9–3    | Yushin Okami      | Décision (Unanime)                     | UFC 62                                   | 26 août 2006      | 3     | 5:00 | Las Vegas, Nevada, États-Unis           | Début à l'UFC                                                        |
| Victoire | 9–2    | Evert Fyeet       | Soumission (Toe hold)                  | WEF: Orleans Arena                       | 10 juin 2006      | 1     | 2:04 | Las Vegas, Nevada, États-Unis           |                                                                      |
| Victoire | 8–2    | Buck Meredith     | Décision (Unanime)                     | Raze MMA: Fight Night                    | 29 avril 2006     | 3     | 5:00 | San Diego, Californie, États-Unis       |                                                                      |
| Victoire | 7–2    | Marcus Sursa      | TKO (Coups de poing)                   | World Extreme Fighting                   | 1er avril 2006    | 1     | 3:48 | Las Vegas, Nevada, États-Unis           |                                                                      |
| Victoire | 6–2    | Ron Fields        | TKO (Slam)                             | Titan Fighting Championship 1            | 11 mars 2006      | 1     | 0:37 | Kansas City, Kansas, États-Unis         |                                                                      |
| Victoire | 5–2    | David Frank       | Soumission (Coups de poing)            | XFL: EK 19: Battle at the Brady 3        | 18 février 2006   | 2     | 1:37 | Tulsa, Oklahoma, États-Unis             |                                                                      |
| Victoire | 4–2    | Roger Kimes       | KO (Coups de poing)                    | XFL: EK 19: Battle at the Brady 3        | 18 février 2006   | 1     | 1:35 | Tulsa, Oklahoma, États-Unis             |                                                                      |
| Victoire | 3–2    | Travis Fowler     | TKO (Coups de poing)                   | XFL: EK 19: Battle at the Brady 3        | 18 février 2006   | 1     | 1:01 | Tulsa, Oklahoma, États-Unis             |                                                                      |
| Défaite  | 2–2    | Marvin Eastman    | Décision (Unanime)                     | World Extreme Fighting 16                | 24 septembre 2005 | 5     | 5:00 | Enid, Oklahoma, États-Unis              |                                                                      |
| Défaite  | 2–1    | Edwin Aguilar     | TKO (Coups de poing)                   | WXF: X-Impact World Championships        | 9 juillet 2005    | 1     | 4:01 | Corée du Sud                            |                                                                      |
| Victoire | 2–0    | Sergei Trovnikov  | Soumission (Clé de bras)               | WXF: X-Impact World Championships        | 9 juillet 2005    | 1     | 3:37 | Corée du Sud                            |                                                                      |
| Victoire | 1–0    | Tim Ellis         | TKO (Coups de poing)                   | Freestyle Fighting Championships 10      | 24 juillet 2004   | 1     | 1:49 | Tunica, Mississippi, États-Unis         |                                                                      |